# 李荻生
李荻生（1938年5月3日—2014年9月30日），吉林省延吉市人，中华人民共和国政治人物。
1958年9月进入清华大学工程化学系，1965年2月毕业后留校任教。本科学习期间，他在1960年4月加入中国共产党。1972年10月起，供职于兰州化学工业公司、北京轻工业学院、中共北京市委教育部。1989年，历任中共北京市海淀区委副书记、区委书记、北京市政协副主席，兼任海淀区人大常委会主任。2003年1月，李荻生退休。他是中国共产党第十五次全国代表大会代表。2014年9月30日去世。